# Sant Gervasi (metropolitana di Barcellona)
Sant Gervasi è una stazione della linea 6 della metropolitana di Barcellona e delle linee S5 ed S55 del Metro del Vallès. La linea è gestita da Ferrocarrils de la Generalitat de Catalunya (FGC). La stazione si trova nel distretto di Sarrià-Sant Gervasi, in Plaça Molina sotto la Via Augusta.
L'attuale stazione è stata inaugurata nel 1929 con il sotterramento della linea de Gracia della FGC, ma la stazione non servì al servizio di trasporto metropolitano fino al 1954 quando aprì le sue porte grazie alla costruzione prima del tratto che sale fino alla Avinguda del Tibidabo e alcuni anni dopo del tratto da Sarrià a Reina Elisenda.
La stazione è collegata da un passaggio anche alla vicina stazione ferroviaria e metropolitana di Plaça Molina. A partire dal 2010 la stazione è dotata di banchine prolungate che consentono in casi eccezionali di servire come fermata per treni costituiti da cinque carrozze invece delle tre normalmente usate per i convogli che circolano sulla linea.

## Accessi
- Plaça Molina